# Licini Lucul
Els Licini Lucul (llatí: Licinii Luculli) foren una branca de la gens romana plebea dels Licini. Els primers Lucul apareixen a la història a la Segona Guerra Púnica.
Els personatges principals de la família Licínia Lucul·la foren:
- Luci Licini Lucul, edil curul el 202 aC.
  - Luci Licini Lucul, cònsol el 151 aC, possiblement fill de l'anterior.
    - Luci Licini Lucul, pretor el 104 aC, fill de l'anterior.
      - Marc Licini Lucul, cònsol el 73 aC, adoptat per Marc Terenci Varró i així esdevingut Marc Terenci Varró Lucul. Fill de l'anterior.
      - Luci Licini Lucul, cònsol el 74 aC, general que va derrotar a Mitridates VI Eupator i germà de l'anterior.
        - Luci Licini Lucul, fill de l'anterior.

De parentiu segur però indeterminat amb els anteriors:
- Gai Licini Lucul, tribú de la plebs el 196 aC, tal vegada germà del primer.
- Marc Licini Lucul, pretor peregrí el 186 aC, tal vegada germà de l'anterior.
- Publi Licini Lucul, tribú de la plebs el 110 aC.
- Luci Licini Lucul, pretor urbà el 67 aC.